# Tiukan
Tiukan (ros. Тюкан) – osiedle przy stacji w południowo-wschodniej Rosji, terytorialnie i administracyjnie należące do rejonu buriejskiego, w obwodzie amurskim. 
Według danych statystycznych z 2016 roku Tjukan zamieszkiwało 6 mieszkańców. 